# Delostoma dentatum
Delostoma dentatum là một loài thực vật có hoa trong họ Chùm ớt. Loài này được D.Don mô tả khoa học đầu tiên năm 1823.